# Linepithema
Linepithema es un género de hormigas perteneciente a la subfamilia Dolichoderinae. Por el momento incluye 20 especies distribuidas por América, aunque han aparecido colonias invasoras en otras partes del mundo, debido a actividades humanas.

## Especies
Se reconocen las siguientes especies:
- Linepithema anathema Wild, 2007
- Linepithema angulatum (Emery, 1894)
- Linepithema aztecoides Wild, 2007
- Linepithema cerradense Wild, 2007
- Linepithema cryptobioticum Wild, 2007
- Linepithema dispertitum (Forel, 1885)
- Linepithema flavescens (Wheeler & Mann, 1914)
- Linepithema fuscum Mayr, 1866
- Linepithema gallardoi (Brèthes, 1914)
- Linepithema humile (Mayr, 1868)
- Linepithema inacatum Bolton, 1995
- Linepithema iniquum (Mayr, 1870)
- Linepithema keiteli (Forel, 1907)
- Linepithema leucomelas (Emery, 1894)
- Linepithema micans (Forel, 1908)
- Linepithema neotropicum Wild, 2007
- Linepithema oblongum (Santschi, 1929)
- Linepithema piliferum (Mayr, 1870)
- Linepithema pulex Wild, 2007
- Linepithema tsachila Wild, 2007